# Adrian Schiop
Adrian Schiop (n. 7 ianuarie 1973) este un romancier și scenarist român.

## Biografie
Născut în Porumbacu de Jos, județul Sibiu, a absolvit Facultatea de Psihologie și Științe ale Educației în cadrul Universității „Babeș-Bolyai” din Cluj-Napoca, urmând un masterat în lingvistică la Facultatea de Litere a aceleiași universități. Și-a susținut doctoratul, avînd ca temă manelele, la SNSPA București, sub coordonarea profesorului Vintilă Mihăilescu. A lucrat ca profesor de limba și literatura română (1997-2001), zugrav, jurnalist (Evenimentul zilei, Prezent, România liberă) și ca actor, într-un film ecranizat după propria sa carte. A debutat în revista Fracturi în anul 2002.
Deși debutat în 2004, tot cu un roman în stil autobiografic care dezbate tema homosexualității, Adrian Schiop câștigă vizibilitate pe scena culturală în 2013, cu publicarea romanului Soldații, considerat de critica literară unul dintre cele mai importante romane postdecembriste și poate cel mai reușit al genului autobiografic promovat de editura Polirom în colecția Ego.Proza, roman devenit „reper pentru romanul românesc postsocialist”. Criticul literar Alex Goldiș scria într-o cronică din 2014 în revista Cultura: „E multă umanitate și frumusețe în reziduurile acestui roman puternic, unul dintre cele mai puternice din ultimii ani.”, iar Marius Chivu scrie în Dilema că „La apariția lui în 2013, Soldații. Poveste din Ferentari a fost de departe cel mai comentat și mai lăudat roman al anului”.  Romanul a fost ecranizat în 2018, în regia Ivanei Mladenovic, și a fost selectat pentru numeroase festivaluri de film europene.
Ultimul său roman, Să ne fie la toți la fel de rău, n-a mai fost primit cu același entuziasm și a avut parte de o receptare ambivalentă.

## Opera

### Proză
- Pe bune/pe invers, Polirom, Iași, 2004
- Zero grade Kelvin, Polirom, Iași, 2009
- Soldații. Poveste din Ferentari, Polirom, Iași, 2013
- Să ne fie la toți la fel de rău, Polirom, Iași, 2021

### Poezie
- nu e dragoste, Cartier, Chișinău, 2022

### Antropologie
- Șmecherie și lume rea. Universul social al manelelor, Cartier, Chișinău, 2017

## Premii
- Premiul „Observator cultural” pentru proză, 2014, pentru Soldații
- Premiul Galei Industriei de carte din România 2014, pentru Soldații